# Auld Lang Syne
Ce n'est qu'un au revoir
Auld Lang Syne, chanson écossaise plus connue des francophones sous le nom de Ce n'est qu'un au revoir, signifie en scots (dialecte lallans) « Depuis longtemps », « Les jours passés d'il y a longtemps », « Les jours d'antan », ou aussi « L'amitié de vieille date ». En français et en anglais, ce chant est souvent repris à la nouvelle année et autres grandes fêtes ou à la fin de réunions amicales ou cultuelles (cantique catholique, cérémonies maçonniques, etc.).
La transcription et la publication de cette ancienne ballade écossaise est due au poète Robert Burns à la fin du XVIIIe siècle, à partir de fragments d'une chanson écossaise plus ancienne. En 1920, c’est le jésuite Jacques Sevin qui en écrit les paroles en français.
Elle fait également partie des nombreux et variés Volkslieder (« chants populaires ») ré-harmonisés par Beethoven dans son recueil Douze chants écossais, WoO 156 (1818), dans une harmonisation pour soprano, ténor et basse, avec accompagnement de violon, violoncelle et piano.

## Paroles
La version française n'est pas la traduction exacte des paroles anglaises mais une adaptation qui permet de garder le rythme de la musique :
« Should auld acquaintance be forgot

And never brought to mind?

Should auld acquaintance be forgot

And days of auld lang syne?

Refrain

For auld lang syne, my dear

For auld lang syne

We'll take a cup o'kindness yet

For auld lang syne

We twa hae run about the braes

And pou'd the gowans fine

But we've wander'd mony a weary fitt

Sin' auld lang syne.

We twa hae paidl'd in the burn

Frae morning sun till dine

But seas between us braid hae roar'd

Sin' auld lang syne.

And there's a hand, my trusty feire

And gie's a hand o' thine

And we'll tak a right gude-willie waught

For auld lang syne.

And surely ye'll be your pint-stowp

And surely I'll be mine

And we'll tak a cup o'kindness yet

For auld lang syne. »
« Faut-il oublier les amis

ne pas s'en souvenir ?

Faut-il oublier les amis

les jours du temps passé ?

Refrain

Aux jours du temps passé, ami

Aux jours du temps passé

Buvons ensemble à l'amitié

Et aux jours du temps passé.

Nous avons voyagé tous deux

chaque jour d’un cœur léger

Tours et détours un long chemin

depuis le temps passé.

Nous avons galéré tous deux

du lever au coucher

Océans nous ont séparés

depuis le temps passé

Voici ma main ami fidèle

donne ta main à l'amitié

Et nous boirons encore longtemps

aux jours du temps passé.

Et tu offres le premier verre

et j'offre ma tournée

Buvons ensemble à l'amitié

Et aux jours du temps passé. »

## Popularité

### Usages festifs et cérémoniels
- C'est le chant traditionnel de Hogmanay, le jour de la Saint-Sylvestre. Cet usage a conquis l'ensemble du monde anglophone de sorte qu'on y parle de cet hymne comme du « chant que personne ne connaît » tant les paroles sont inversement populaires à la musique.
- Chaque année lors de la soirée The Last Night of The Proms au Royal Albert Hall de Londres, les spectateurs ont instauré la tradition de chanter Auld Lang Syne après la fin du concert, même si cette chanson ne figure pas au programme officiel.
- Elle est parfois chantée comme chanson de séparation lors des cérémonies de remise des diplômes au Japon. La mélodie de cette chanson est très célèbre en tant que Hotaru no hikari (蛍の光, Lueur d'une luciole). Elle est traduite en japonais durant la période Meiji (fin du XIXe siècle et début du XXe).
- Elle est souvent diffusée dans les magasins et lieux publics japonais pour indiquer la fermeture imminente.

### Apparitions cinématographiques et télévisuelles
Le chant est utilisé dans de nombreux films, dont :
- La Ruée vers l'or de Charlie Chaplin (1925).
- La Valse dans l'ombre de Mervyn LeRoy (1940).
- La vie est belle (1946) de Frank Capra.
- Le Gendarme à New York  où le congrès international de gendarmerie se termine par une reprise en chœur.
- Quand Harry rencontre Sally (1989), à la fin.
- Out of Africa (1985), à la fin.
- Héros malgré lui (1992), à la fin.
- Winnie l'ourson : Bonne Année (2002) adapte les paroles dans son titre Le temps du bon vieux temps qui clôture le film.
- Joyeux Noël (2005), à la fin.
- Sex And The City (2008), à la fin.
- Happy New Year (2011)
- Downton Abbey (2015), dans l’épisode final de cette série anglaise, et comme thème de plusieurs épisodes de séparations, sous différentes variantes.
- Les Saveurs du Palais (2012)
- Café Society (2016)

### Usages cultuelles
- Le chant d’église catholique Chant de l'unité en emprunte l’air avec le refrain « Restons toujours unis, mes frères, Jésus est parmi nous, comme Il nous l'a promis, mes frères, si nous nous aimons tous. » (paroles de J. Pihan).

- À la fin de certaines tenues maçonniques, lors de la « chaîne d’union » (juste avant que les francs-maçons se séparent), elle est chantée dans sa version Chant des Adieux.

### Autres usages
- Pendant la Seconde Guerre mondiale, le chant est tragiquement entonné par les victimes de rafles avant leur transfert dans les camps de concentration nazis.[réf. nécessaire]
- L'hymne national sud-coréen d’avant 1937, Aegukga, en emprunte la mélodie[3].
- De nombreux députés européens la chantent à l'annonce du vote du parlement européen validant l'accord de retrait du Royaume-Uni de l'Union européenne, le 29 janvier 2020, deux jours avant le retrait effectif[4].

## Reprises musicales
- Les Chaussettes noires sur leur disque de Noël, EP Barclay 70.412 paru le 24 novembre 1961 sous le titre Noël de l'an dernier
- Prince dans l'album Miles From The Park dans un medley Purple Rain / Auld Lang Syne, 1987
- Mariah Carey, Auld Lang Syne (The New year's Anthem), 2010
- Red Hot Chilli Pipers
- Le groupe country a cappella Home Free
- Le groupe punk américain MxPx
- Le groupe punk américain Me First and the Gimme Gimmes
- Boney M. sur l'album Christmas Party
- Le groupe punk américain So What!
- Le groupe Pink Martini sur son album Joy to the World
- Le groupe de rock canadien Barenaked Ladies
- Lea Michele dans le film Happy New Year
- Slade en 1985 dans l'album Crackers
- Jimi Hendrix sur l’album Live at The Fillmore East en 1969
- Le groupe canadien de punk celtique The Real McKenzies sur l'album Clash Of the Tartans
- Le groupe de ska The Trojans dans leur album Celtic Ska.
- Le groupe de salsa celtique Salsa Celtica.
- Claude François avec Guy Lux lors de la dernière de Cadet Rousselle le 21 juin 1973
- Plusieurs personnages de la série télévisée britannique Downton Abbey lors du dernier épisode de la série (à la fin de la saison 6), diffusé en 2015.
- Dans un des sketch Mr Bean interprété par Rowan Atkinson, la chanson est chantée par les convives lors du réveillon du Nouvel An organisé à son domicile.
- Le trompettiste américain Tony Glausi en version instrumentale sur son album Christmas with Tony Glausi paru en 2017[5]
- En 2019 la chanteuse américaine de country Dolly Parton la reprend dans le 2e épisode de la saison 1 de la série Heartstrings basée sur ses plus célèbres succès (épisode Deux Portes Plus Bas dans la version française ou Two Doors Down dans la version originale).